# Pyramica bimarginata
Pyramica bimarginata är en myrart som först beskrevs av Wesson 1939.  Pyramica bimarginata ingår i släktet Pyramica och familjen myror. Inga underarter finns listade i Catalogue of Life.

## Bildgalleri